# تغير المناخ في إسبانيا
تسبب تغير المناخ في ارتفاع درجات الحرارة في العالم في العقود القليلة الماضية، وارتفعت درجات الحرارة في أوروبا ضعف متوسط التغير في بقية أنحاء العالم. في إسبانيا، التي تتمتع بالفعل بمناخ حار وجاف، تكررت الظواهر المناخية المتطرفة مثل موجات الحر بشكل متزايد. تشهد البلاد أيضًا المزيد من موجات الجفاف وتزايد شدة هذه الموجات. ستتأثر موارد المياه بشدة في مختلف سيناريوهات تغير المناخ.
للتخفيف من آثار تغير المناخ، تشجع إسبانيا انتقال الطاقة إلى الطاقات المتجددة، مثل الطاقة الشمسية وطاقة الرياح. في عام 2021، ولدعم هذه العملية، وافقت الحكومة على قانون بشأن تغير المناخ وانتقال الطاقة.
يعد المجتمع الإسباني ككل واحدًا من أكثر المجتمعات وعيًا بتغير المناخ في الاتحاد الأوروبي. يطالب المجتمع الإسباني بإجراءات أقوى، بسبب الآثار الناتجة عن الاحتباس الحراري.

## انبعاثات الغازات الدفيئة
تنتج أربعة قطاعات نحو 90٪ من الانبعاثات وهي: النقل والصناعة والزراعة والطاقة.
بلغ نصيب الفرد من انبعاثات ثاني أكسيد الكربون (لا تشمل التغييرات الناتجة عن استخدام الأراضي) 5 أطنان في عام 2021. تمثل انبعاثات إسبانيا 9٪ من إجمالي انبعاثات ثاني أكسيد الكربون للاتحاد الأوروبي. يطغى على انبعاثات ثاني أكسيد الكربون احتراق الوقود الأحفوري للنقل وتوليد الكهرباء، والإنتاج الصناعي لمواد مثل الأسمنت.

### الوقود الأحفوري
يذهب جزء كبير من طلب إسبانيا على الطاقة إلى الوقود الأحفوري، ويمثل أكثر من 70٪ من الإجمالي. في عام 2021، كان النفط مسؤولًا عن 60٪ من الانبعاثات والغاز الطبيعي مسؤول عن 30٪ منها.

### النقل
انبعاثات الغازات الدفيئة هي الأعلى في قطاع النقل، حيث تمثل 27٪ من إجمالي انبعاثات الغازات الدفيئة. يأتي 90٪ من الانبعاثات من النقل البري، حيث تساهم المركبات الخفيفة، مثل سيارات الركاب والدراجات النارية، بنسبة 66٪ والشاحنات الثقيلة والحافلات بنسبة 34٪ المتبقية.

### توليد الكهرباء
تعتبر إسبانيا جزيرة طاقة، حيث أن قدرتها على استيراد وتصدير الكهرباء محدودة للغاية، وتبلغ 2.8 بليون واط مع فرنسا و3.70 بليون واط مع البرتغال.
في عام 2022، أطلقت محطات الطاقة التي تعمل بالفحم 15٪ من ثاني أكسيد الكربون الناتج عن توليد الكهرباء، ولكن سيتم إغلاق هذه المحطات بحلول عام 2030. ينتج تقريبًا كل ما تبقى من محطات توليد الطاقة التي تعمل بالغاز.
يعتمد إنتاج الكهرباء في جزر البليار بشكل أساسي على الغاز الطبيعي وبعض الطاقة الشمسية، في حين أن جزر الكناري تنتج تقريبًا كل الكهرباء الخاصة بها من النفط.

### الزراعة والنفايات
تنتج الزراعة اثنين من الغازات الدفيئة القوية وهي: أكسيد النيتروس والميثان.

## التأثيرات على البيئة الطبيعية

### تغيرات درجة الحرارة والطقس
بين عامي 1965 و2015، ارتفع متوسط درجة الحرارة بمقدار 1.5 درجة مئوية (2.7 فهرنهايت). وفقًا ل إيميت تضاعف تواتر موجات الحر منذ عام 2010. كان عددها بين عامي 1980 و 2000 بين 10 إلى 12 موجة حر في العقد، بينما بين عامي 2010 و 2020 كان عددها 24. ستكون مدة موجات الحر هذه أطول أيضًا، مع توقع 41 يومًا على الأقل من الحرارة الشديدة في عام 2050، وفي أسوأ سيناريو للانبعاثات، 50 يومًا. قارن ذلك بموجات الحر في 1971-2000 عندما كان متوسط عدد الأيام 21 يوم سنويًا.
واستنادًا إلى تقارير الهيئة الحكومية الدولية المعنية بتغير المناخ، وضعت سيناريوهات مختلفة من أجل دراسة المناخ في المستقبل. وقد درست الوكالة الإسبانية للأرصاد الجوية كيفية تأثير ثلاثة منها على المناخ الإسباني خلال عام 2100 وهي: آر سي بّي (مسار تركيز تمثيلي) 4.5، آر سي بّي 6، وآر سي بّي 8.5. ويتكهن السيناريو الأول (آر سي بّي 4.5) زيادة في انبعاثات الغازات الدفيئة لعدة عقود أخرى، قبل أن تستقر ثم تنخفض قبل نهاية القرن. يمثل سيناريو آر سي بّي 8.5 الحالة الأكثر تطرفًا، مع عدم وجود أي تنظيم لانبعاثات الغازات الدفيئة.
في أفضل السيناريوهات (آر سي بّي 4.5)، بين عامي 2081 و 2100، ستزيد درجة الحرارة القصوى السنوية 2-4 درجة مئوية (3.6–7.2 فهرنهايت)، مع زيادة مشتبهة غير مؤكدة قدرها 0.5–1.5 درجة مئوية (0.90–2.70 فهرنهايت). تصبح الزيادة في سيناريو آر سي بّي 6.0 بمقدار 1-4 درجة مئوية ± 0.5-1.5 درجة مئوية (1.8–7.2 فهرنهايت ± 0.90–2.70 فهرنهايت) بين 2046 و2065 ومن 3-5 درجة مئوية (5.4–9.0 فهرنهايت) بين 2081 و 2100.
في أسوأ السيناريوهات (آر سي بّي 8.5)، من المتوقع أن ترتفع درجة الحرارة القصوى السنوية من 4-7 درجة مئوية (7.2–12.6 فهرنهايت) للفترة بين 2081-2100. في هذا السيناريو هناك درجة زيادة غير أكيدة قدرها 1.5-3 درجة مئوية (2.7-5.4 فهرنهايت).
من المتوقع أيضًا حدوث تغييرات فيما يتعلق بهطول الأمطار. في السيناريو آر سي بّي 4.5، تتراوح التغيرات المتوقعة للسنوات بين 2081-2100 من +10٪ (في مناطق محلية محددة) إلى -20٪ مع عدم يقين يصل إلى 30٪. بينما في السيناريو آر سي بّي 8.5، يختلف تغير هطول الأمطار السنوي المتوقع من +10٪ إلى -30٪ مع عدم اليقين من 10-30٪ بين عامي 2081 و 2100.

## الظواهر الجوية المتطرفة

### موجات الحر
بعض أبرز موجات الحر في إسبانيا:
- 2017 لأنها السنة التي حدثت فيها أعلى موجات الحرارة، بعد أن كان يبلغ عددها 5، مجموعها 25 يومًا -بلغ عددها في 1991 و2016 4 موجات حرارة لكل منهما.
- 2003 لأنه كان الصيف الأكثر سخونة على الإطلاق بمتوسط درجة حرارة وطنية 24.94 درجة مئوية (76.89 فهرنهايت)، ولأنه كانت فيه أطول موجة حر في ذلك الوقت. تسببت موجة الحر هذه التي استمرت 16 يومًا بوفاة الآلاف في أوروبا.
- 2015 لأن كان فيها أطول موجة حر استمرت لمدة 26 يومًا، أي أكثر بعشرة أيام من الرقم القياسي السابق.
- 2012 لأنه كان فيها موجة الحر الأوسع انتشارًا. في 10 أغسطس، أثرت على 40 من أصل 50 مقاطعة.

أدى تغير المناخ إلى زيادة احتمالية حدوث موجة الحر في أبريل 2023 أكثر بمئة مرة على الأقل. تسببت موجات الحر في العام السابق (2022) بمقتل ما يقرب من 4000 شخص في إسبانيا.

#### شتاء 2022-2023
كان شتاء 2022-2023 حارًا ورطبًا بشكل عام. كان ديسمبر 2022 أحر أشهر ديسمبر في السجل التاريخي، وكان فصل الشتاء هو خامس أكثر شتاء سخونة في القرن الحادي والعشرين.
الجفاف الجوي
في مارس 2022، حللت إيميت الأشهر الإثني عشر السابقة ووجدت أن شبه جزيرة إسبانيا تعاني من جفاف جوي منذ يناير 2022. من المحتمل أن تكون زيادة احتمالية حدوث هذه الأحداث ناتجة عن تغير المناخ.